# Notochthiphila uniseta
Notochthiphila uniseta är en tvåvingeart som beskrevs av Tanasijtshuk 1996. Notochthiphila uniseta ingår i släktet Notochthiphila och familjen markflugor. Inga underarter finns listade i Catalogue of Life.